# Bogdan Onuț
Bogdan Mihai Onuț (n. 13 octombrie 1976, Ploiești, România) este un fotbalist român retras din activitate, care a jucat pe post de fundaș la echipe ca Petrolul, Poli Iași și Dinamo.